# Maksim Ichsanow
Maksim Firdausowicz Ichsanow (rus. Максим Фирдаусович Ихсанов; ur. 31 maja 1985 w Permie) – rosyjski biathlonista, brązowy medalista Zimowej Uniwersjady 2007 w Turynie. Trzecie miejsce zajął też w Pucharze IBU w biatlonie w Beitostølen. Uczestnik mistrzostw Europy w biathlonie w Nowosybirsku.

## Osiągnięcia

### Mistrzostwa Europy
| 2005 Nowosybirsk (Rosja) | 10. miejsce (SP), 14. miejsce (PU) |

### Puchar IBU

#### Miejsca na podium chonologicznie
| Lp. | Dzień        | Rok  | Miejscowość | Konkurencja     | Lokata | Pudła | Czas biegu  | Strata  | Zwycięzca     |
| --- | ------------ | ---- | ----------- | --------------- | ------ | ----- | ----------- | ------- | ------------- |
| 1.  | 28 listopada | 2010 | Beitostølen | Sprint na 10 km | 3.     | 0+0   | 28:54.2 min | +43.8 s | Ilmārs Bricis |

#### Miejsca w klasyfikacji generalnej
| Sezon     | Miejsce |
| --------- | ------- |
| 2009/2010 | 79      |
| 2010/2011 | 57      |